# Helmut Berthold
Helmut Berthold   (Leipzig, 19 d'abril de 1911 - 2000) fou un jugador d'handbol alemany que va competir durant la dècada de 1930.
El 1936 va prendre part en els Jocs Olímpics de Berlín, on guanyà la medalla d'or en la competició d'handbol.